# Me Too (bài hát của Meghan Trainor)
"Me Too" là một bài hát của ca sĩ và nhạc sĩ người Mỹ Meghan Trainor từ album phòng thu thứ hai của cô, Thank You (2016). Bài hát được phát hành ngày 5 tháng 5 năm 2016, là đĩa đơn thứ hai từ album. Được sản xuất bởi Ricky Reed, bài hát được viết bởi Trainor, Eric Frederic, Jacob Kasher Hindlin, Jason Desrouleaux, và Peter Svensson. Bài hát tiếp tục mở rộng các sáng tác của cô về lòng yêu bản thân và sự tự tin, thúc giục người nghe trở nên bằng lòng và tự tin hơn với bản thân mình. Video âm nhạc của bài hát được phát hành ngày 9 tháng 5 năm 2016, nhưng rồi bị Trainor xóa bỏ cùng ngày, do lỗi chỉnh sửa hình ảnh quá đà trên cơ thể của cô. Ngày hôm sau, một bản chỉnh sửa mới của video được phát hành. Trainor đã biểu diễn bài hát trên chương trình The Tonight Show Starring Jimmy Fallon.

## Sáng tác
"Me Too" được viết theo cung Mi thứ trong nhịp 3/4 với nhịp độ 124 bpm. Giọng hát của Trainor dao động từ B3 tới B4 trong bài hát.

## Thành công thương mại
Tại Hoa Kỳ, "Me Too" khởi đầu tại vị trí thứ 39 trên bảng xếp hạng Billboard Hot 100. Sau đó nó đã đạt cao nhất vị trí thứ 13 trên bảng xếp hạng Hot 100, trở thành đĩa đơn thứ bảy liên tiếp của cô được lọt vào top 20, cũng như đạt vị trí thứ 8 trên bảng xếp hạng Adult Top 40. Tại Úc, đĩa đơn đạt cao nhất vị trí thứ 4 trên bảng xếp hạng ARIA Charts. Tại Canada và Pháp, bài hát đạt cao nhất lần lượt tại các vị trí thứ 9 và 56.

## Sử dụng trong truyền thông
Bài hát được sử dụng trong series truyền hình Rosewood và trong bộ phim của Disney Channel, The Swap. Nó cũng được sử dụng trong quá trình sản xuất vở kịch Much Ado About Nothing của Lễ hội Shakespeare Mùa thu năm 2016.

## Danh sách bài hát
| Tải kỹ thuật số | Tải kỹ thuật số | Tải kỹ thuật số |
| STT             | Nhan đề         | Thời lượng      |
| --------------- | --------------- | --------------- |
| 1.              | "Me Too"        | 3:01            |

## Video âm nhạc

Lỗi hỉnh sửa hình ảnh trên người của Trainor gây tranh cãi và khiến video bị xóa trên YouTube.

Vào ngày 9 tháng 5 năm 2016, một video âm nhạc cho bài hát được phát hành, nhưng đã bị xóa bỏ sau đó cùng ngày do các thao tác chỉnh sửa chưa được cho phép trên người của Trainor để khiến cho phần eo của cô mảnh mai hơn. Trên Snapchat, Trainor sau đó nói "Tôi chưa đồng ý với video đó và nó lại được phát hành cho cả thế giới, nên tôi cảm thấy thật xấu hổ." Một video mới không có phần chỉnh sửa đã được phát hành ngày 10 tháng 5. Tính tới tháng 12 năm 2016 nó đã đạt hơn 299 triệu lượt xem trên YouTube.

## Xếp hạng
| Bảng xếp hạng (2016)                               | Vị trí cao nhất |
| -------------------------------------------------- | --------------- |
| Úc (ARIA)                                          | 4               |
| Áo (Ö3 Austria Top 40)                             | 60              |
| Bỉ (Ultratip Flanders)                             | 30              |
| Bỉ (Ultratip Wallonia)                             | 49              |
| Canada (Canadian Hot 100)                          | 9               |
| Canada AC (Billboard)                              | 32              |
| Canada CHR/Top 40 (Billboard)                      | 15              |
| Canada Hot AC (Billboard)                          | 10              |
| Cộng hòa Séc (Rádio Top 100)                       | 40              |
| Cộng hòa Séc (Singles Digitál Top 100)             | 61              |
| Pháp (SNEP)                                        | 56              |
| Trường songid là BẮT BUỘC CHO BẢNG XẾP HẠNG ĐỨC    | 62              |
| Guatemala (Monitor Latino)                         | 8               |
| Hungary (Single Top 40)                            | 30              |
| Ireland (IRMA)                                     | 81              |
| Israel (Media Forest TV Airplay)                   | 1               |
| Latvia (Latvijas Top 40)                           | 26              |
| Mexico (Monitor Latino)                            | 20              |
| Mexico Ingles Airplay (Billboard)                  | 2               |
| New Zealand Heatseekers (Recorded Music NZ)        | 10              |
| Slovakia (Rádio Top 100)                           | 68              |
| LỖI: PHẢI CUNG CẤP year CHO BẢNG XẾP HẠNG Slovakia | 58              |
| Anh Quốc (OCC)                                     | 84              |
| Hoa Kỳ Billboard Hot 100                           | 13              |
| Hoa Kỳ Adult Contemporary (Billboard)              | 23              |
| Hoa Kỳ Adult Pop Airplay (Billboard)               | 11              |
| Hoa Kỳ Dance Club Songs (Billboard)                | 28              |
| Hoa Kỳ Pop Airplay (Billboard)                     | 12              |

| Bảng xếp hạng (2016)            | Vị trí |
| ------------------------------- | ------ |
| Canada (Canadian Hot 100)       | 33     |
| Hoa Kỳ Billboard Hot 100        | 62     |
| Hoa Kỳ Adult Top 40 (Billboard) | 48     |

## Chứng nhận
| Quốc gia | Chứng nhận  | Số đơn vị/doanh số chứng nhận |
| --- | ----------- | ----------------------------- |
| Úc (ARIA) | 2× Bạch kim | 140.000‡                      |
| Hoa Kỳ (RIAA) | Bạch kim    | 1.000.000‡                    |
| * Chứng nhận dựa theo doanh số tiêu thụ. ^ Chứng nhận dựa theo doanh số nhập hàng. ‡ Chứng nhận dựa theo doanh số tiêu thụ và phát trực tuyến. |             |                               |

## Lịch sử phát hành
| Khu vực  | Ngày                | Định dạng                | Nhãn đĩa  | Tham khảo |
| -------- | ------------------- | ------------------------ | --------- | --------- |
| Hoa Kỳ   | 5 tháng 5 năm 2016  | Tải kỹ thuật số          | Epic Sony | [ 3 ]     |
| Hoa Kỳ   | 16 tháng 5 năm 2016 | Adult contemporary radio | Epic Sony | [ 44 ]    |
| Hoa Kỳ   | 17 tháng 5 năm 2016 | Contemporary hit radio   | Epic Sony | [ 45 ]    |
| Anh Quốc | 9 tháng 6 năm 2016  | Contemporary hit radio   | Epic Sony | [ 46 ]    |